# 第144飛行隊 (イスラエル空軍)
イスラエル空軍 第144飛行隊（144 Squadron） は、イスラエル航空宇宙軍の飛行隊である。別名として、ガーディアンズ・オブ・アラバ（The Guardians of the Arava Squadron）とも呼ばれる。

## 歴史
第144飛行隊は、1972年にIAI ネシェル戦闘機を装備する飛行隊としてシナイ半島のエツィオン空軍基地（現在のタバ国際空港）で編成された。編成当初は第111飛行隊と呼称されていた。第144飛行隊はネシェルの単一配備が行われた二個飛行隊のうちの一つであった（もう一つの飛行隊は、第113飛行隊である）。1973年の第四次中東戦争には、ネシェルを装備して作戦参加している。
1978年になると第144飛行隊の装備機はIAI クフィル C2戦闘機に更新された。
1982年にキャンプ・デービッド合意に基づくイスラエル軍のシナイ半島からの撤退に伴いエツィオン空軍基地が廃止されると、第144飛行隊はオブダ空軍基地に拠点を移した。
1983年には、新型のIAI クフィル C7戦闘機の配備が始まり第144飛行隊のクフィルC2も段階的に更新された。1993年の時点で、第144飛行隊はIAIクフィル戦闘機を運用している最後の飛行隊であった。また、他のクフィル運用飛行隊（第101飛行隊、第109飛行隊、第113飛行隊、第149飛行隊、第254飛行隊）ではクフィルC2からクフィルC7への更新が確認されていない事から、第144飛行隊はクフィルC7を運用した事が確認されている唯一の飛行隊である。またこの頃に、第144飛行隊はオブダ空軍基地からハツォール空軍基地に拠点を移した。
1994年になると、ピース・マーブルIVによりイスラエル空軍にF-16A/B Netzが追加導入され、この機種を運用する飛行隊に改編された。
第144飛行隊は2005年に解隊され、運用されていたF-16A/B戦闘機は、同年に再編成されイスラエル空軍初の本格的なアグレッサー部隊となった、第115飛行隊に移管され、引き続き運用されている。